# جرمز
جرمز جنوبي قرية تقع على الخط الجنوبي لمحافظة الحسكة السورية على الطريق الواصل بين محافظتي الحسكة ودير الزور.
تبعد ١٢ كم عن مركز مدينة الشدادي جنوبا و ٢ كم عن نهر الخابور يوجد فيها تل أثري هو تل جرمز ولذلك سميت القرية باسمه. يسكن هذه القرية خليط من العشائر العربية وأغلبية سكانها من قبيلة اللهيب الزبيدية ويعمل سكانها بالزراعة الشتوية كزراعة القمح والشعير حتى بعد جفاف نهر الخابور كما يعمل أبناءها بحقول النفط والغاز المتواجدة في المنطقة وخاصة حقول الجبسة للنفط والغاز. تعتبر هذه القرية هي الحاضنة الأولى للعلم والمعرفة في منطقة الشدادي حيث أن أغلب أبناءها خريجو جامعات ومثقفون كما يوجد في القرية آثار قديمة تعود إلى الممالك العمورية والارامية التي هي قبائل بدوية عربية كانت تسكن المنطقة قديما كما كانت إحدى القرى التي لجأ اليها الارمن ابان الابادة الجماعية التي تعرض لها الأرمن أيام العثمانيين.